# Korthalsella geminata
Korthalsella geminata är en sandelträdsväxtart som beskrevs av Adolf Engler. Korthalsella geminata ingår i släktet Korthalsella och familjen sandelträdsväxter. Inga underarter finns listade i Catalogue of Life.